# Црноглави галеб
Црноглави галеб (лат. Ichthyaetus melanocephalus) је мали галеб. Научно име потиче из старогрчког језика. Род Ichthyaetus потиче од речи ikhthus, „риба“, и aetos, „орао“, а специфични melanocephalus потиче од речи melas, „црн“, и -kephalos, „глава“.
Овај галеб се гнезди скоро у потпуности у западном Палеарктику, углавном на југоистоку, посебно око Црног мора, и у централној Турској. Постоје колоније и на другим местима у јужној Европи, а ова врста је доживела драматично проширење ареала последњих деценија. Као што је случај са многим галебовима, традиционално се сврстава у род Larus.

## Опис
Црноглави галеб је нешто већи и крупнији од речног галеба, са тежим кљуном и дужим, тамнијим ногама. Гнездеће перје одрасле јединке је препознатљиво као бели галеб, са веома бледосивим плаштом и крилима са белим примарним перјем без црних врхова. Црна капуљача се протеже низ потиљак и показује јасне беле полумесеце око очију. Кљун са оштрим врхом, паралелним странама, тамноцрвеног карактера има црну подтерминалну траку. Одрасла јединка у негнездећем перју је слична, али је капуљача сведена на опсежну тамну „бандитску“ маску кроз око. Овој птици су потребне две године да достигне зрелост. Птице у првој години имају црну завршну траку на репу и више црних подручја на горњим крилима, али имају бледа доња крила.
- Црноглави галеб у негнездећем перју, Велика Британија
- Црноглави галеб у негнездећем перју, Румунија
- Црноглави галеб у гнездећем перју, Украјина

## Распрострањеност
Раније ограничена на Црно море и источни Медитеран, ова врста се сада проширила на већи део Европе, све до Велике Британије и Ирске, са 37 локација: 543–592 пара у Уједињеном Краљевству 2008. године,  у Шкотској се први пут гнезди 2023. године. У Ирској је размножавање забележено у најмање четири округа. Размножавање је такође забележено у Белгији, Холандији, Данској, Шведској, Естонији, Швајцарској, Чешкој, Мађарској и на Балкану.
Зими ова птица мигрира ка обалама Средоземног мора и Атлантика.

## Екологија
Овај галеб се гнезди у колонијама у великим тршчаним засадима или мочварама, као и на острвима на језерима; тамо где му је популација мала, гнезди се у колонијама речних галебова. Као и већина галебова, зими је веома друштвен, како током храњења, тако и у вечерњим склоништима. Није пелагична врста и ретко се виђа на мору далеко од обале.
Црноглави галеб се храни углавном као опортунистички сваштојед, једући рибу, црве, инсекте, јаја, младе птице, изнутрице и лешине .
Ово је бучна врста, посебно у колонијама, са назалним оглашавањем „yeah“.

## Статус
Средоземни галеб је једна од врста на коју се примењује. Споразум о очувању афричко-евроазијских птица селица водених станишта (AEWA).